# 阿田和
阿田和（あたわ）は、三重県南牟婁郡御浜町の大字。郵便番号は519-5204。国勢調査に基づく2015年10月1日現在の人口は2,761人、2010年10月1日現在の面積は、10.877990km2。
吉田茂樹によると、阿田和の語源は「足撓」（あたわ）で、「山麓の窪地」を意味するという。御浜町の中心地であり、ミカンなど柑橘類の栽培が盛んな農業地帯でもある。

## 地理
御浜町南部に位置し、東側は熊野灘に面する。沿岸部には七里御浜が広がる。地区の中央を尾呂志川（おろしがわ）が蛇行しながら東へ流れ、熊野灘に達する。阿田和の中心集落は尾呂志川沿いの平地に立地する。
北は上市木・下市木、南は南牟婁郡紀宝町井田、西は紀宝町井内・御浜町引作・御浜町柿原・御浜町中立と接する。

### 小・中学校の学区
町立の小・中学校に通学する場合、阿田和全域が、阿田和小学校・阿田和中学校の学区となる。阿田和小学校・阿田和中学校はどちらも阿田和にある。

## 歴史

### 近世まで
伝説時代には、神武天皇が丹敷戸畔を討つために阿田和に陣を構えたと伝えられ、その場所が阿田和神社境内になっているとされる。旧石器時代の遺跡が平見比和山で、縄文時代の遺跡が小字萩内で、弥生時代の遺跡が小字上地で発見されており、先史時代から人々が居住していたと考えられる。
『紀伊続風土記』によれば元亨元年（1321年）の文書に阿田和の名があるという。室町時代の熊野速玉大社の古文書に「阿多和村」として言及があり、阿田和に課された新宮の神役が抑留されたと記されている。また長禄年間（1457年 - 1461年）頃の文書に「あたわ」の文字が認められる。安土桃山時代には、新宮城主の堀内氏が熊野有馬氏を攻めた際に、有馬孫三郎が阿田和に城を築き応戦したという口伝があり、その「古戦場跡」とされる場所が残る。
江戸時代には紀伊国牟婁郡有馬組に属し、阿田和村として紀州藩の配下にあった。後、元和5年（1619年）より新宮城主の水野氏の所領となり、慶応4年より新宮藩領となった。村高は『慶長高目録』では795石余、『天保郷帳』では1,047石余、『旧高旧領取調帳』では1,139石余と時代を経るごとに増加した。江戸時代を通して火災と水害が多く、前者に関しては嘉永5年（1852年）に21戸、嘉永6年（1853年）に60戸、安政5年（1858年）に13戸を焼失している。
弘化4年（1847年）、鈴木宇次右衛門が私塾を開設、続いて安政6年（1859年）に大野四郎兵衛が私塾を開くなど、私塾の開設が相次いだ。幕末より治水工事が着手され、1869年（明治2年）に居笹（いさき）貯水池が、1873年（明治6年）に寺谷貯水池が完成した。

### 近代以降

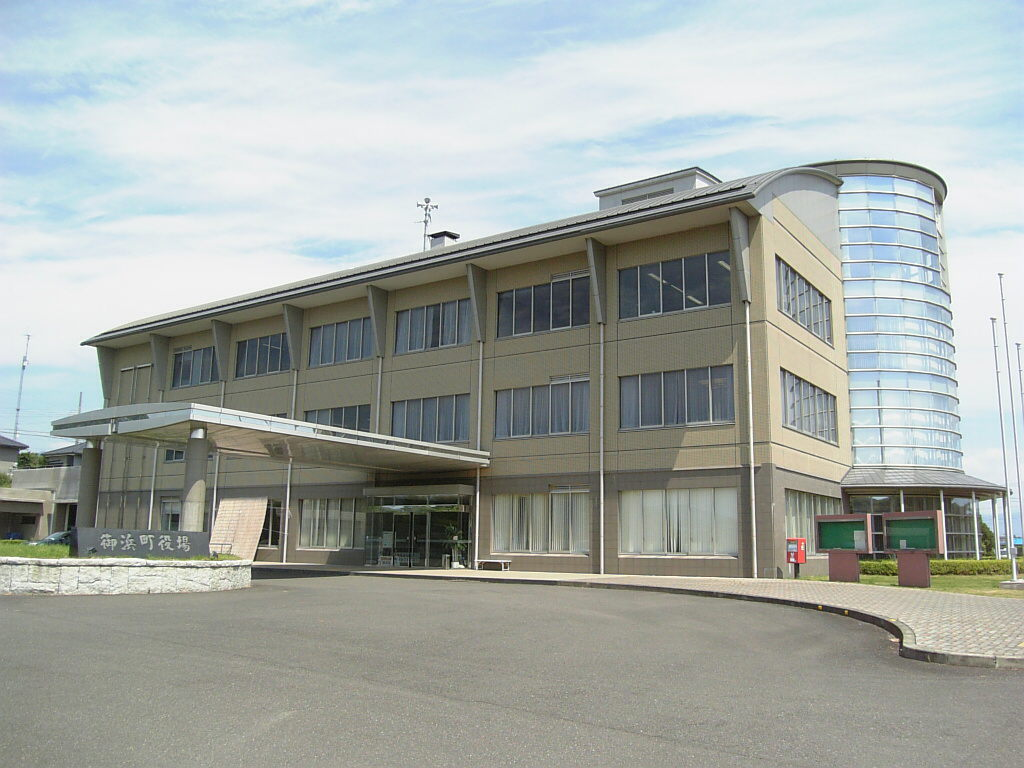
御浜町役場

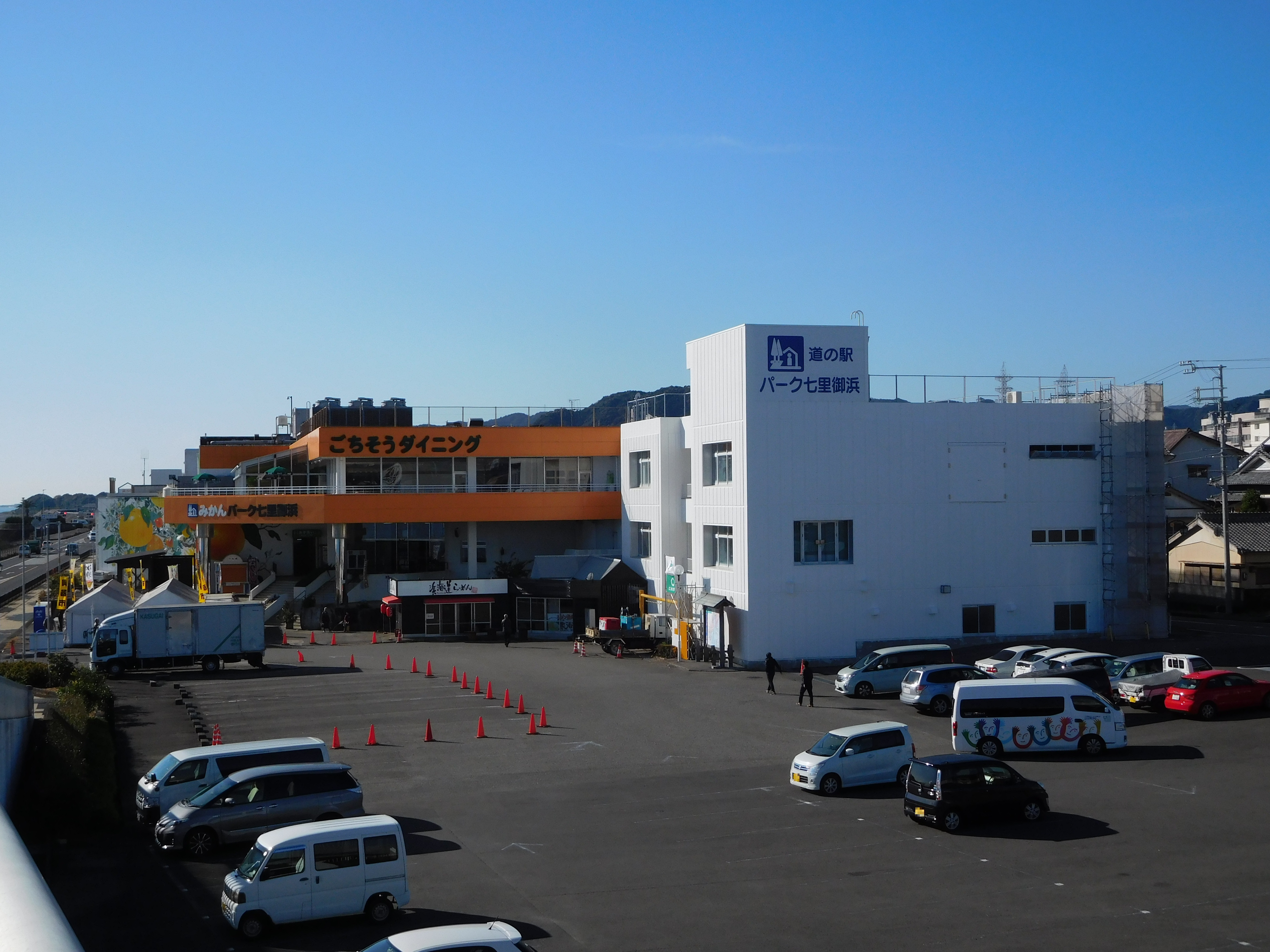
道の駅パーク七里御浜

明治4年11月22日（グレゴリオ暦：1872年1月2日）、阿田和村は度会県の管轄下となり、1876年（明治9年）には三重県になった。所属郡は1879年（明治12年）の牟婁郡解体により南牟婁郡となった。
明治維新により、1873年（明治6年）に阿田和学校（現・御浜町立阿田和小学校）が開校、翌1874年（明治7年）に阿田和郵便取扱所（現・阿田和郵便局）が開局した。1887年（明治20年）、熊野街道（現・国道42号）の改良工事が行われ、尾呂志川に阿田和橋が架橋された。
1889年（明治22年）、町村制の施行により隣接する柿原村・引作村と合併し、阿田和村の1大字となり、役場が阿田和に設置された。翌1890年（明治23年）には阿田和から入鹿村（現・熊野市紀和町）に至る十津川道路（現・三重県道62号御浜紀和線）が開通した。
1933年（昭和8年）、阿田和村が町制施行により阿田和町となった。1940年（昭和15年）に紀勢西線（現・紀勢本線）の開通に伴い、阿田和駅が開業した。1948年（昭和23年）に阿田和町が主導して国民健康保険組合による南牟婁民生病院（現・紀南病院）が開院した。
1958年（昭和33年）、阿田和町は周辺の2村と合併し御浜町となり、役場は引き続き阿田和に置かれた。1962年（昭和37年）4月1日、三重県立紀南高等学校が設置された。1988年（昭和63年）、第三セクターによりパーク七里御浜（ショッピングセンター「ピネ」併設）が開業し、後に道の駅となった。

### 沿革
- 1889年（明治22年）4月1日 - 町村制の施行により、南牟婁郡阿田和村大字阿田和となる。
- 1933年（昭和8年）10月1日 - 町制を施行、南牟婁郡阿田和町大字阿田和となる。
- 1958年（昭和33年）9月1日 - 阿田和町が神志山村・市木尾呂志村と合併し、南牟婁郡御浜町大字阿田和となる。

### 人口の変遷
総数 [戸数または世帯数：  、人口：  ]
| 1661年 - 1672年（寛文年間） | 120戸 人口不明    |
| 1889年（明治22年）          | 400戸 2,168人     |
| 1975年（昭和50年）          | 1,224世帯 3,625人 |
| 2000年（平成12年）          | 1,315世帯 3,290人 |
| 2015年（平成27年）          | 1,238世帯 2,761人 |

## 産業
基幹産業は農業である。

### 農業
御浜町は「年中ミカンのとれる町」を標榜しており、阿田和でもミカン栽培が盛んである。阿田和では1974年（昭和49年）に名古屋市場で高値を付けていたハウスみかんの栽培を開始し、1975年（昭和50年）には国営パイロット事業により総面積90haのミカン団地「阿田和団地」の造成が始まった。しかし1978年（昭和53年）のミカン減産の国策により、設備投資の貸し付けが得られなくなったため、ハウスみかん農家の増加は止まった。
ハウスみかんはセミノール・マーコットなどの品種を生産し、6月から9月に出荷する。1983年（昭和58年）の御浜町のハウスみかん出荷量は約180t、出荷先は三重県内が6割で、残りは名古屋市場と長野県へ2割ずつ出荷した。ミカン団地では甘夏（新甘夏・紅甘夏）・サマーフレッシュ・イヨカン（宮内伊予柑・大谷伊予柑）・ネーブルオレンジなどを生産する。
阿田和に限らず、三重県紀南地方では、ミカンは地域経済を支える重要な生産品である。

### 漁業

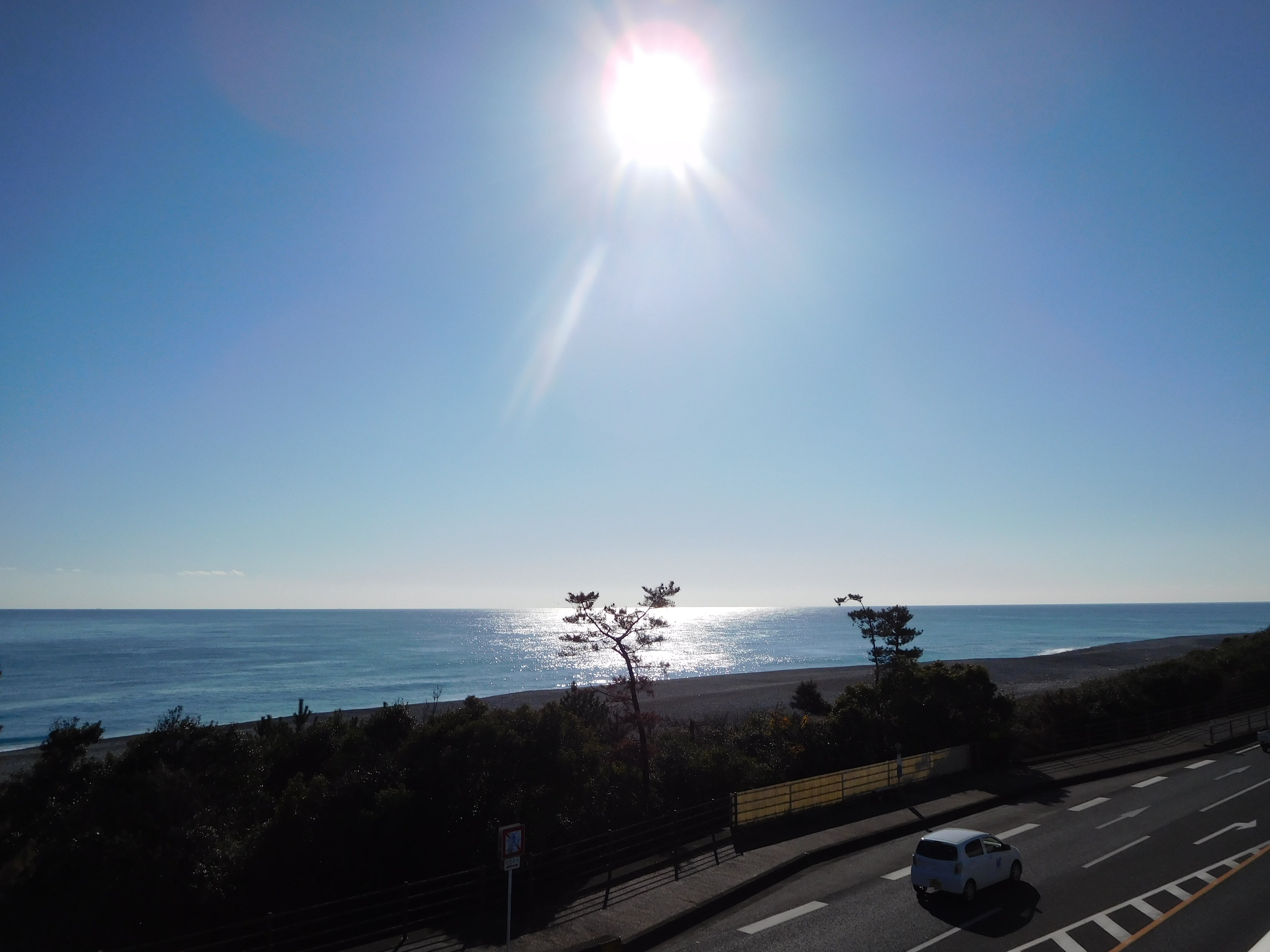
七里御浜

漁業もわずかではあるが行われ、大敷網漁業が操業している。1901年（明治34年）には阿田和漁業組合が結成された。2013年（平成25年）の漁業センサスによると、阿田和の漁業経営体数は14経営体である。阿田和沖で操業する阿田和大敷漁業生産組合は、御浜町内に漁港がないため隣接する紀宝町の鵜殿港に水揚げしている。同組合は定置網漁業を行い、時折ホオジロザメがかかることがあるという。
近代には捕鯨も行っていた。阿田和の捕鯨は1875年（明治8年）頃に始まり、1883年（明治16年）には捕鯨会社が設立された。捕鯨会社では年間8 - 9頭のクジラを捕獲していたが、大正時代の末に不漁となり廃業した。三重交通の阿田和端地バス停の付近に捕鯨基地の跡がある。

## 交通
阿田和東岸を国道42号と紀勢本線が平行して通っている。

### 鉄道
- ■JR紀勢本線

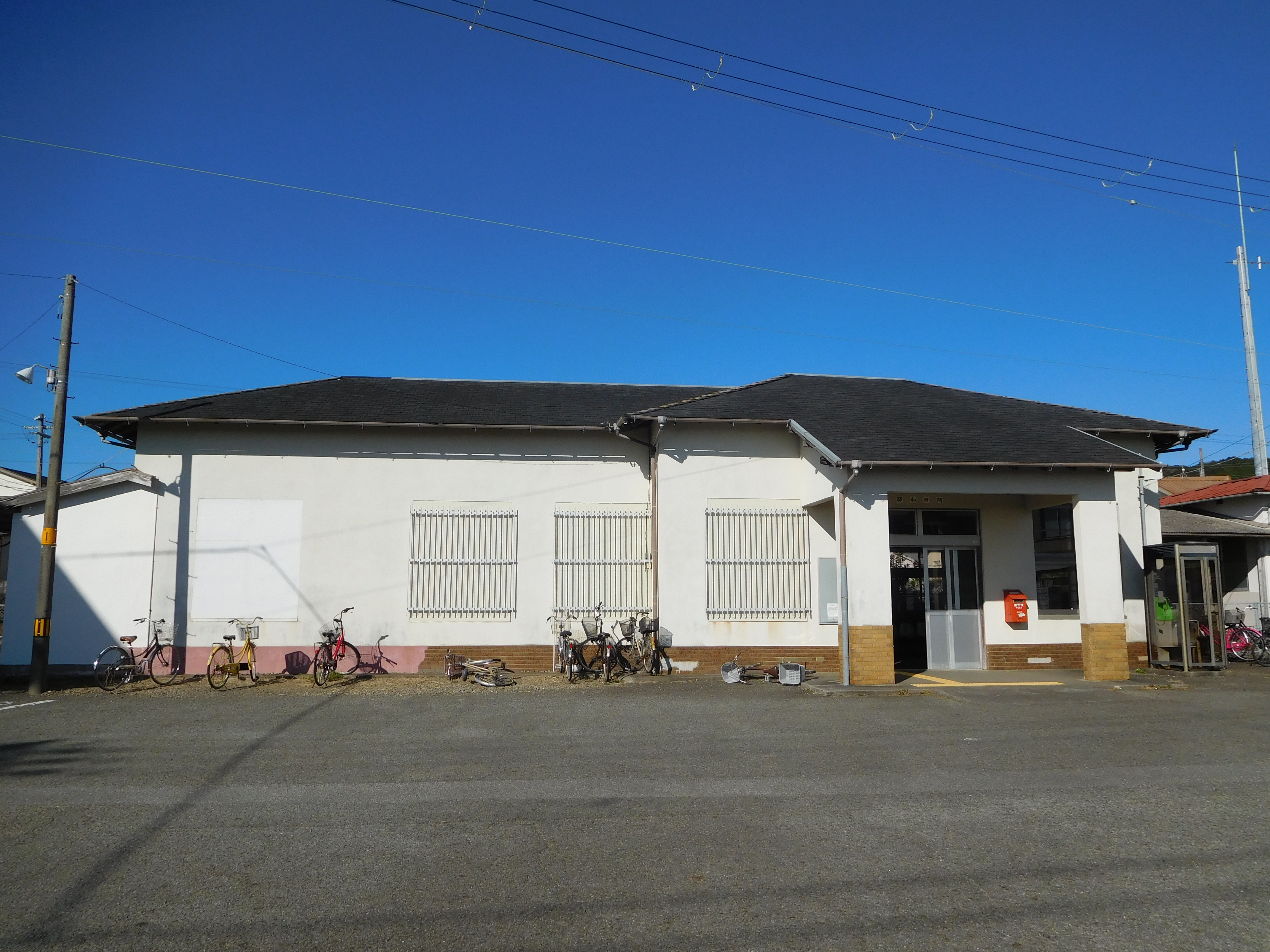
阿田和駅

  - （紀伊市木方面） - 阿田和駅 - （紀伊井田方面）

### 路線バス
- ■三重交通 阿田和駅前バス停（南紀営業所管内）
  - 名古屋南紀高速線 特急 名古屋（名鉄バスセンター）
  - 名古屋南紀高速線 急行 名古屋（名鉄バスセンター）
  - 熊野新宮線 大又大久保
  - 熊野新宮線 新町
  - 熊野新宮線 新宮駅前
- 紀南高校前バス停
  - ■ 広域バス 瀞流荘紀南病院線 瀞流荘[25]
  - ■ 広域バス 瀞流荘紀南病院線 平谷[25]
  - ■ 広域バス 瀞流荘紀南病院線 紀南病院[25]
  - ■ 紀宝町町民バス 紀南病院線 紀南病院[26]
  - ■ 紀宝町町民バス 紀南病院線 井田舞子[26]

### 道路
- 国道42号 - 阿田和東部を南北に貫く[8]。
- 三重県道62号御浜紀和線 - 阿田和中部を尾呂志川に沿って東西に貫く。

## 施設

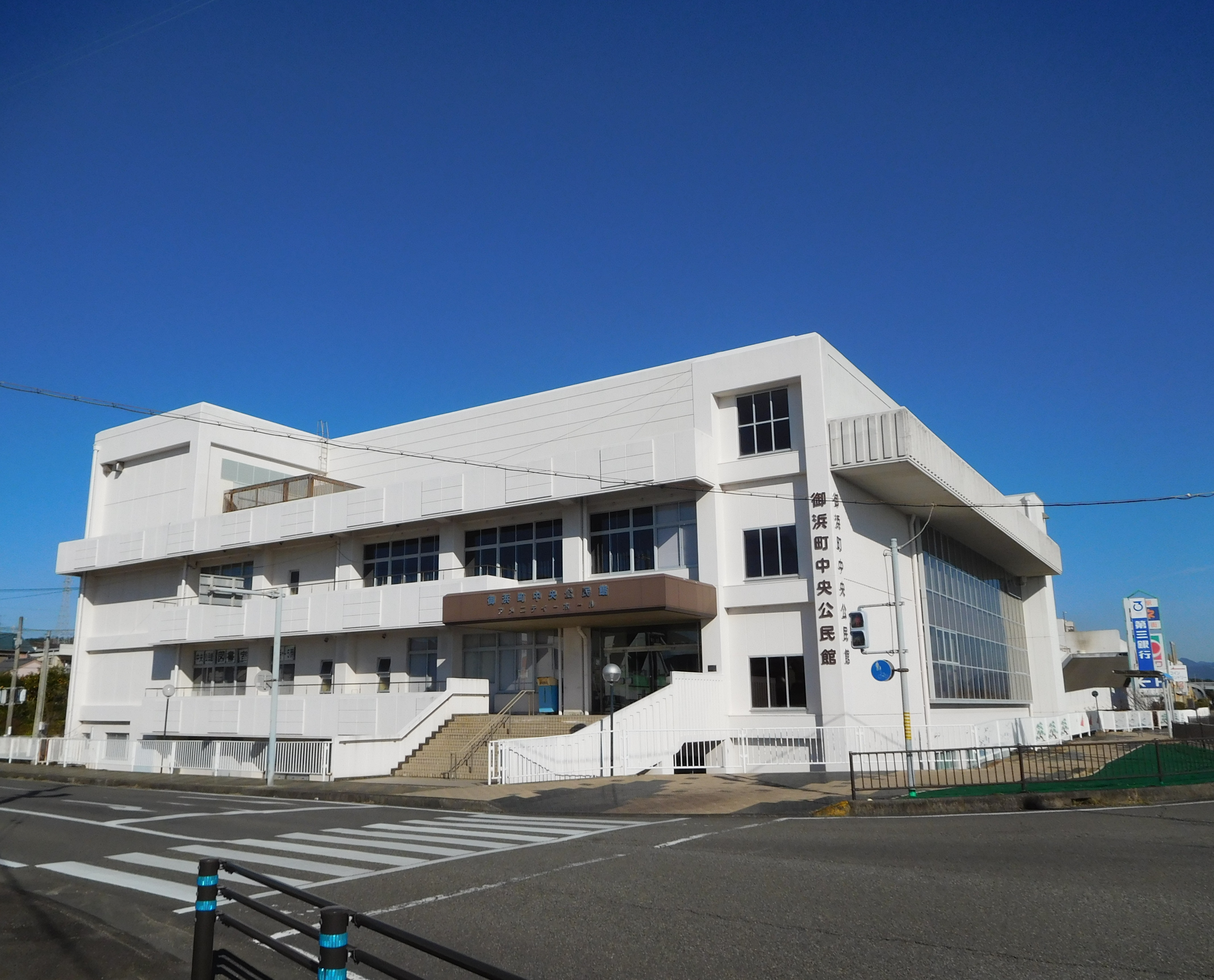
御浜町中央公民館

- 御浜町役場[8][11]
- 御浜町中央公民館[11]
- 阿田和公民館[11]
- 阿田和公民館山地分館[11]
- 御浜町立阿田和保育園[8][11]
- 御浜町立阿田和小学校[8][11]
- 御浜町立阿田和中学校[8][11]
- 三重県立紀南高等学校[8]
- 紀宝警察署阿田和警察官駐在所
- 熊野市消防本部御浜分署
- 寺谷総合公園[11]
- 阿田和クリーンセンター[11]
- 御浜町給食センター[11]
- 三十三銀行御浜支店[8]
- 新宮信用金庫御浜支店[8]
- 道の駅パーク七里御浜[27]
  - ショッピングセンター ピネ

### 史跡
- 阿田和神社 - 康治2年（1143年）に産土神として創建[12]。（別の説では仁平2年〔1152年〕創建とする[13]。）江戸時代には春日明神社と八幡宮の2社に分かれていた[15]。1909年（明治42年）に阿田和の飛鳥神社とその境内社、引作の引作神社を合祀した[12]。近代社格制度に基づく旧社格は村社であった[13]。
- 阿田和城 - 元亨元年（1321年）に塩田行慶が阿田和荘の領主となり、塩田氏の居城として築かれた[28]。天文19年（1550年）に新宮の堀内氏と熊野有馬氏が争い始めた際に塩田氏は堀内方に付くが、天文21年（1552年）に有馬氏方に敗れて城を追われた[28]。天正2年（1574年）に奪還するも、天正18年（1590年）に再び敗走した[28]。城跡は阿田和城の北方にあるが、ミカン畑に変わり、城跡は不明確である[29]。
- 遍照山光明寺 - 寛文12年（1672年）に創建された曹洞宗の仏教寺院で有馬村の安楽寺の末寺[15][13]。安楽寺12世の鉄丸能鈍が開山した[13]。熊野西国三十三箇所24番札所。
- 稚子塚 - 萩内の比和山山頂にあり、正徳年間（1711年 - 1715年）頃に西国から流れ着いた大名の姫君が茶店を開いたと伝承されている[13]。また1869年（明治2年）まで狼煙場が設置されていた[13]。